# Иппо, Борис Михайлович
Борис Михайлович Иппо (18 января 1898 — 26 ноября 1937) — советский военный политработник, начальник Военно-политической академии имени Н. Г. Толмачёва (1933—1937). Член Военного совета НКО СССР, армейский комиссар 2-го ранга (20.11.1935).

## Биография
Сын провизора Мовши (Моисея) Зельмановича Иппы. Дед — торговец. Окончил Воронежскую мужскую гимназию (в 1908–1918 годах отец был владельцем Старо-Московской аптеки с аптекарским магазином в Воронеже), во время учёбы увлёкся марксизмом. Учился 9 месяцев в Московском коммерческом институте, не закончил.
Член ВКП(б) с августа 1914 года (вступил в Воронеже). В августе 1914 года — арестован и 3 месяца сидел в ДПЗ за революционную работу.
- 03.1917 — 02.1918 — член Воронежского комитета ВКП(б). Во время Октябрьского восстания в Москве был в Москве и участвовал в боях.
- 02.1918 — 09.1918 — командир 1-го интернационального стрелкового полка.
- 10.1918 — 03.1919 — начальник политотдела 13-й стрелковой дивизии Южного фронта.
- 06.1919 — 09.1919 — военком отряда ЧОН, Воронеж.
- 09.1919 — 05.1920 — заведующий подотделом внешкольного образования Воронежского губернского отдела народного образования.
- 05.1920 — 05.1921 — начальник политотдела 8-й стрелковой дивизии (по другим данным — 17 стрелковой дивизии 16-й армии).
- 05.1920 — 06.1921 — помощник нач-ка политотдела 16-й армии. Участвовал в штурме крепости при подавлении Кронштадтского восстания.
- 06.1921 — 02.1922 — заместитель начальника Реввоенсовета Черноморского флота.
- 03.1923 — 01.05.1924 — помощник начальника Политуправления Балтийского флота.
- 01.05.1924 — ? — начальник Управления Военно-морских учебных заведений.
- 18.08.1924 — 22.08.1925 — заместитель начальника Политуправления РККА — начальник морского отдела Политуправления РККА.
- 09.1925 — 06.1926 — заместитель начальника Политуправления Туркестанского фронта.
- 06.1926 — 07.1927 — заместитель начальника Политуправления Средне-Азиатского Военного Округа.
- 07.1927 — 1929 — начальник политуправления Средне-Азиатского Военного Округа.
- 1929—1933 — начальник политуправления и член РВС Краснознамённой Кавказской армии.
- 1933—1937 — начальник Военно-политической академии имени Н. Г. Толмачёва, член Военного Совета при наркоме обороны СССР.

С мая 1937 — член Военного совета САВО.
Делегат X, XI, XIV, XV, XVI, XVII съездов ВКП(б).
Уволен из РККА 13 июля 1937. 29 июля 1937 решением Бюро ЦК Компартии Узбекистана «исключён из членов Пленума ЦК КПУз как враг народа». Арестован 30 июля 1937. Приговорён ВКВС СССР 26 ноября 1937 по обвинению в участии в контрреволюционной террористической организации. Расстрелян в тот же день. Определением ВКВС СССР от 22 сентября 1956 реабилитирован.
Женат. Жена — Зинаида Ефимовна (1897 года рождения), член ВКП(б) с февраля 1917. С сентября 1925 — секретарь отдела печати в ЦК Компартии. Двое детей. Проживал в Ташкенте, улица Алма-Атинская, дом 5/7.

## Награды
- Орден Красного Знамени (22.02.1933),
- Орден Трудового Красного Знамени Узбекской ССР (1928),
- Орден Трудового Красного Знамени ЗСФСР (1932).